# Огюст, Танкред
Жозеф Антуан Танкред Огюст (фр. Joseph Antoine Tancrède Auguste; 16 марта 1856, Кап-Аитьен — 2 мая 1913, Порт-о-Пренс) — генерал, президент Гаити с 8 августа 1912 года по 2 мая 1913 года. Представитель Национальной партии. Дед коммуниста, поэта и писателя Жака Румена.

## Жизнь до президентства
Танкред Огюст родился 16 марта 1856 года в Кап-Аитьене, в семье мулатов Андре Огюста и Эрнестины Ротжерс.
Танкред Огюст занимал пост министра внутренних дел и полиции при президентах Флорвиле Ипполите, Симон Сане и Пьере Нор Алексисе. 8 августа 1912 года, Танкред Огюст, после убийства Синсиннатюса Леконта был избран Национальной Ассамблеей страны на пост президента Гаити.

## Президентство
На посту Президента Гаити Танкред Огюст продолжил политику своего предшественника, Синсиннатюса Леконта, в наследие от которого ему досталась хорошо организованная президентская администрация. Он оставил на своих постах всех главных министров прошлого созыва, включая министра образования Тертюльена Гильбо, который с помощью Римско-католической церкви открыл сеть церковно-приходских школ.
Конец правления Танкреда Огюста был омрачен бунтом, начавшимся в Северном департаменте. С целью мирного разрешения конфликта, Танкред Огюст отправился в поездку по мятежному департаменту, где он внезапно заболел и умер (по слухам, его отравили).
Танкред Огюст скончался 2 мая 1913 г. Но похороны президента страны были прерваны из-за разразившейся в стране борьбы за власть, в которой победил Мишель Орест.